# 牛野尾谷テレビ中継局
牛野尾谷テレビ中継局（うしのおだにテレビちゅうけいきょく）は、新潟県三条市に置かれているテレビ放送の中継局である。

## 中継局概要

### デジタルテレビ放送
| リモコン 番号 | 放送局名              | チャンネル 番号 | 空中線 電力 | ERP   | 偏波面   | 放送対象地域 | 放送区域 内世帯数 | 運用開始日     |
| ------------- | --------------------- | --------------- | ----------- | ----- | -------- | ------------ | ----------------- | -------------- |
| 1             | NHK 新潟総合          | 42              | 0.3W        | 1.35W | 水平偏波 | 新潟県       | 約130世帯         | 2010年 11月1日 |
| 2             | NHK 新潟教育          | 40              | 0.3W        | 1.35W | 水平偏波 | 全国         | 約130世帯         | 2010年 11月1日 |
| 4             | TeNY テレビ新潟放送網 | 48              | 0.3W        | 1.35W | 水平偏波 | 新潟県       | 約130世帯         | 2010年 11月1日 |
| 5             | UX 新潟テレビ21       | 50              | 0.3W        | 1.35W | 水平偏波 | 新潟県       | 約130世帯         | 2010年 11月1日 |
| 6             | BSN 新潟放送          | 44              | 0.3W        | 1.35W | 水平偏波 | 新潟県       | 約130世帯         | 2010年 11月1日 |
| 8             | NST NST新潟総合テレビ | 46              | 0.3W        | 1.35W | 水平偏波 | 新潟県       | 約130世帯         | 2010年 11月1日 |

- 所在地： 三条市濁沢[3][4]
- 放送区域： 三条市の一部[5][4]
- 2010年8月20日に予備免許が交付され[3]、11月1日に本放送を開始した[1][2]。

### アナログテレビ放送
| チャンネル 番号 | 放送局名           | 空中線 電力       | ERP                | 偏波面   | 放送対象地域 | 放送区域 内世帯数 | 運用開始日 |
| --------------- | ------------------ | ----------------- | ------------------ | -------- | ------------ | ----------------- | ---------- |
| 51              | NHK 新潟教育       | 映像1W/ 音声250mW | 映像4.5W/ 音声1.1W | 水平偏波 | 全国         | -                 | -          |
| 53              | NHK 新潟総合       | 映像1W/ 音声250mW | 映像4.5W/ 音声1.1W | 水平偏波 | 新潟県       | -                 | -          |
| 55              | BSN 新潟放送       | 映像1W/ 音声250mW | 映像4.5W/ 音声1.1W | 水平偏波 | 新潟県       | -                 | -          |
| 57              | NST 新潟総合テレビ | 映像1W/ 音声250mW | 映像4.5W/ 音声1.1W | 水平偏波 | 新潟県       | -                 | -          |

- 所在地： デジタルテレビ放送に同じ
- 2011年7月24日をもってすべて廃止された。なお、TeNYとUXにはチャンネルが割り当てられていなかった。